# Cosmarium ornatum
Cosmarium ornatum  là một loài Song tinh tảo trong họ Desmidiaceae, thuộc chi Cosmarium.